# Czarny Kościół

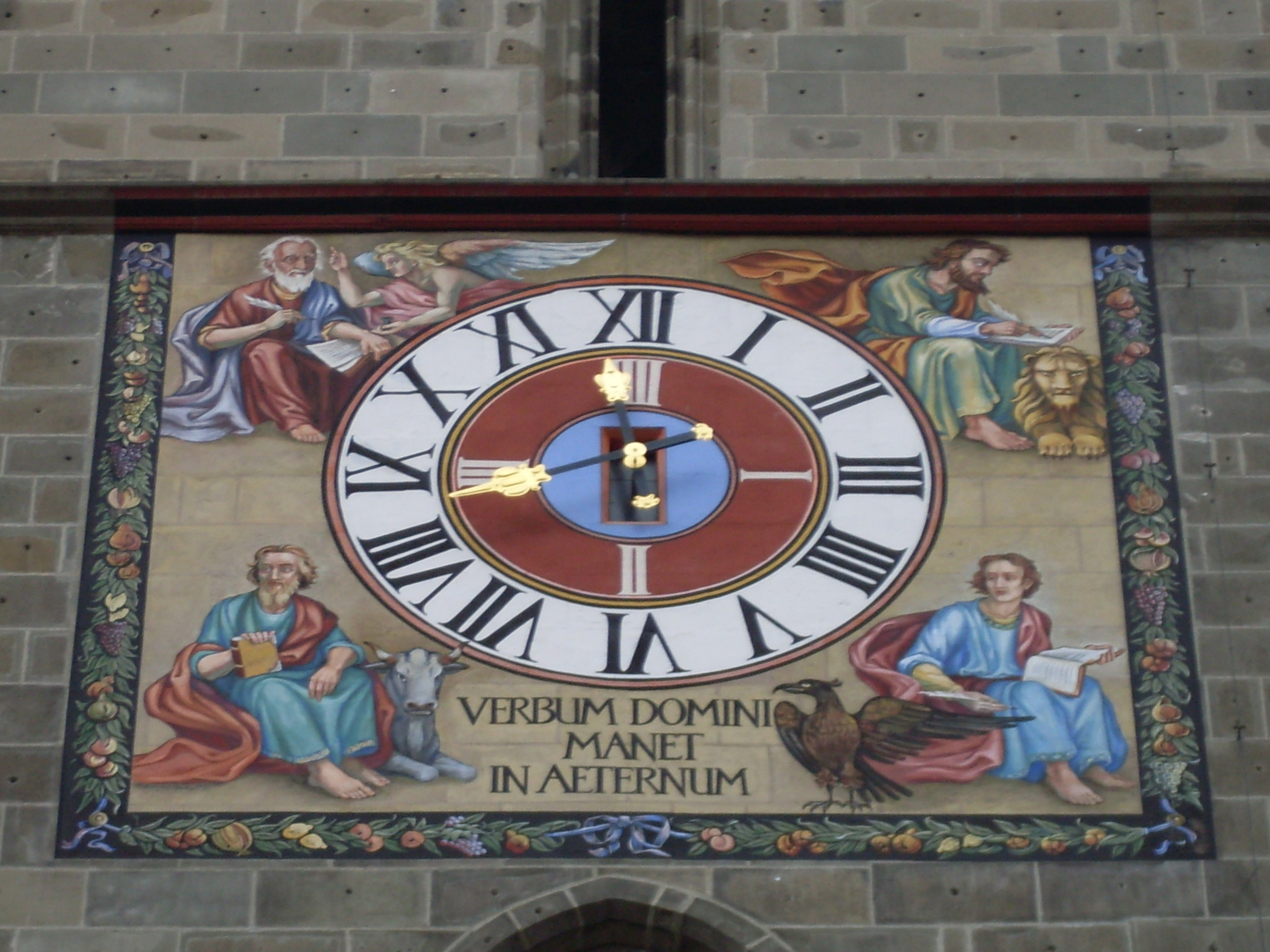
Zegar na wieży kościelnej

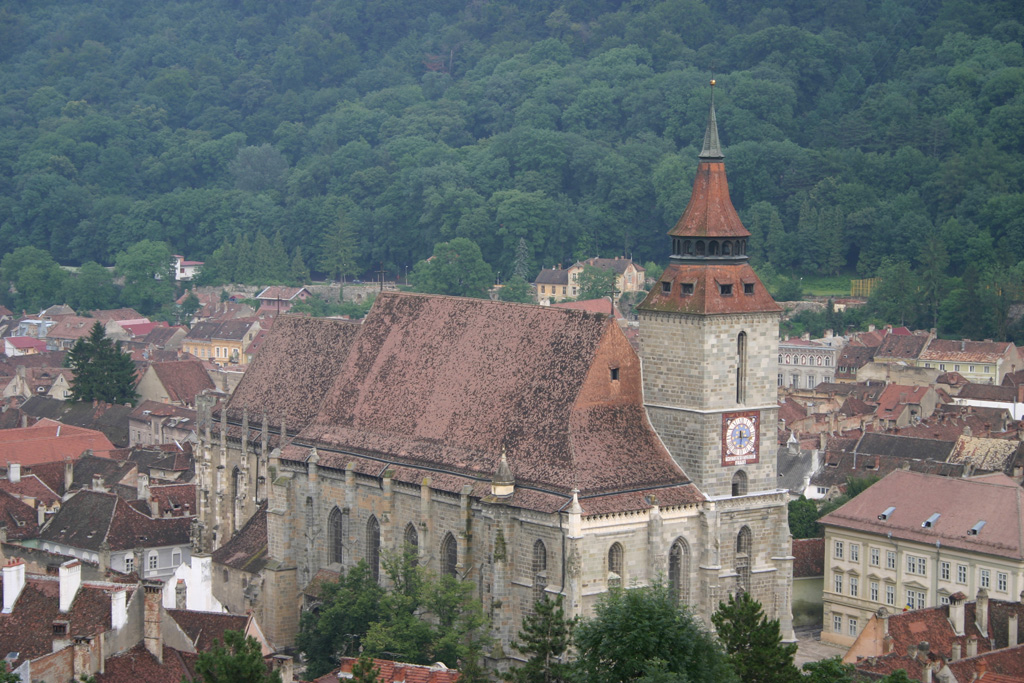
Kościół w 2005

Czarny Kościół (rum. Biserica Neagră, niem. Schwarze Kirche, węg. Fekete templom) – kościół w Braszowie w południowo-wschodnim Siedmiogrodzie w Rumunii.
Świątynia została zbudowana przez Sasów siedmiogrodzkich w stylu późnogotyckim w XIV wieku. Jest największą budowlą sakralną Rumunii, największym późnogotyckim kościołem halowym na wschód od Wiednia i największym kościołem luterańskim w regionie.

## Położenie
Czarny Kościół znajduje się w zachodniej części miasta. Jest otoczony przez ulicę Curtea Honterus, będąc jedynym budynkiem po wewnętrznej części łuku tej ulicy.

## Historia
Początkowo katolicka budowla była znana jako kościół św. Marii, drugi z kolei na tym miejscu. Budowę rozpoczęto pod koniec wieku XIV w 1383 roku a ukończono w 1477 roku. Wiadomo, że początkowo kościół zarządzany był przez księdza Tomasza (zm. 1410), którego grób znajduje się w okolicy chóru. 
W XVI wieku świątynię przejęli ewangelicy, a w 1542 roku jeden z pierwszych kaznodziei protestanckich Johannes Honterus poprowadził msze w języku niemieckim. Pomnik Honterusa stoi przed kościołem. W 1689 roku kościół spłonął, co spowodowało, iż jego elewacja nosi czarną opaleniznę. Mieszkańcy zaczęli nazywać świątynię Czarnym Kościołem, a nazwa ta upowszechniła się w XIX i XX wieku. 
W latach 1710–1720 nastąpiła znacząca przebudowa kościoła, związana z powiększeniem się potrzeb parafii. Na przełomie XIX i XX wieku w kościele przeprowadzono pierwsze prace konserwatorskie. Przywrócenie stanu pierwotnego było planowane na lata 1937–1942, jednakże z powodu wojny zaniechano ich. Ostatnie prace renowacyjne na dużą skalę były prowadzone w 1984 roku.

## Architektura i wyposażenie wnętrz
Czarny Kościół został zbudowany w stylu późnogotyckim. Ma 89 metrów długości i 38 szerokości. Wysokość wieży południowej wynosi 65 metrów. Czyni go to największym kościołem gotyckim Rumunii. Czarny Kościół jest kościołem obronnym, który w razie wojny służył jako schronienie dla mieszkańców miasta. 
Wnętrze kościoła jest mieszaniną stylów – początkowe gotyckie wnętrze spłonęło. Z oryginalnego gotyckiego wyposażenia zachowały się jedynie chrzcielnica z 1472 roku, malowidło ścienne w południowym przedsionku wykonane w technice al secco ukazujące Maryję z Jezusem pomiędzy św. Katarzyną i św. Barbarą oraz trzy późnogotyckie tablice ołtarzowe z przedstawieniami ukrzyżowania, biczowania, dwunastoletniego Chrystusa w świątyni, obrzezania i zaślubin Maryi. W kościele znajdują się największe organy Siedmiogrodu z 4000 piszczałek.